# Penstemon roseus
Penstemon roseus là một loài thực vật có hoa trong họ Mã đề. Loài này được (Cerv. ex Sweet) G. Don mô tả khoa học đầu tiên năm 1838.